# Sons of Apollo
I Sons of Apollo sono stati un supergruppo progressive metal fondato nel 2017 per iniziativa del batterista Mike Portnoy e del tastierista Derek Sherinian, entrambi ex-membri dei Dream Theater.
Nel progetto sono stati coinvolti anche il cantante Jeff Scott Soto, il bassista Billy Sheehan e il chitarrista Bumblefoot. Il loro primo album Psychotic Symphony è stato pubblicato il 20 ottobre 2017.

## Storia del gruppo
Nel 2012 Mike Portnoy e Billy Sheehan hanno dato vita al supergruppo The Winery Dogs, insieme al cantante e chitarrista Richie Kotzen, già compagno di Sheehan nei Mr. Big. Il gruppo ha pubblicato due album in studio: The Winery Dogs (2013) e Hot Streak (2015). Nel 2017 Portnoy riceve la proposta da parte di Derek Sherinian, suo ex compagno nei Dream Theater nella metà degli anni novanta, di dare vita a un nuovo progetto musicale assieme. Portnoy accetta e decide di portare con sé Sheehan dai Winery Dogs. Completano la formazione il cantante Jeff Scott Soto e il chitarrista Bumblefoot.
Il nome della band è stato proposto da Sherinian dopo aver sfogliato una lista di suggerimenti di Portnoy e letto tra questi la parola "Apollo", il nome del dio della musica. Dopo che il gruppo è venuto a sapere che esisteva già un quintetto soul con lo stesso nome, questo è stato cambiato nella variante "Sons of Apollo".
L'album di debutto del gruppo, Psychotic Symphony, è stato prodotto da Portnoy e Sherinian e pubblicato il 20 ottobre 2017 dalla Inside Out Music. Il disco combina sonorità progressive metal e classic rock, mentre le principali influenze musicali sono Dream Theater, Van Halen, Deep Purple e Led Zeppelin. Sherinian, principale autore delle musiche, ha così definito lo stile del gruppo: «La musica è moderna, ma abbiamo anche un'anima old school. Ciò che rende unici i Sons of Apollo è che abbiamo una vera spacconeria rock 'n' roll insieme al virtuosismo: una combinazione letale!»
Nell'ottobre 2023 Bumblefoot ha rivelato che il gruppo è di fatto finito, essendo tutti i componenti impegnati in altre attività musicali.

## Formazione
- Mike Portnoy – batteria, percussioni, voce
- Derek Sherinian – tastiera
- Ron "Bumblefoot" Thal – chitarra, voce
- Billy Sheehan – basso
- Jeff Scott Soto – voce

## Discografia

### Album in studio
- 2017 – Psychotic Symphony
- 2020 – MMXX

### Album dal vivo
- 2019 – Live with the Plovdiv Psychotic Symphony

### Singoli
- 2017 – Signs of the Time
- 2017 – Coming Home
- 2018 – Alive/Tengo vida
- 2019 – Just Let Me Breathe
- 2019 – Labyrinth
- 2019 – Goodbye Divinity
- 2019 – Fall to Ascend
- 2020 – Desolate July
- 2020 – Asphyxiation

## Videografia

### Album video
- 2019 – Live with the Plovdiv Psychotic Symphony

### Video musicali
- 2017 – Coming Home
- 2017 – Lost in Oblivion
- 2018 – Alive
- 2018 – Signs of the Time
- 2019 – Just Let Me Breathe (Live at the Roman Amphitheatre in Plovdiv 2018)
- 2019 – Labyrinth (Live at the Roman Amphitheatre in Plovdiv 2018
- 2019 – Goodbye Divinity
- 2019 – Fall to Ascend
- 2020 – Desolate July
- 2020 – Asphyxiation